# Mouchão
Um mouchão, também designado por moichão ou morraceira, é um topónimo que serve para designar uma ilhota fluvial mais elevada que a lezíria circundante onde crescem choupos ou outra vegetação endógena, como a morraça.

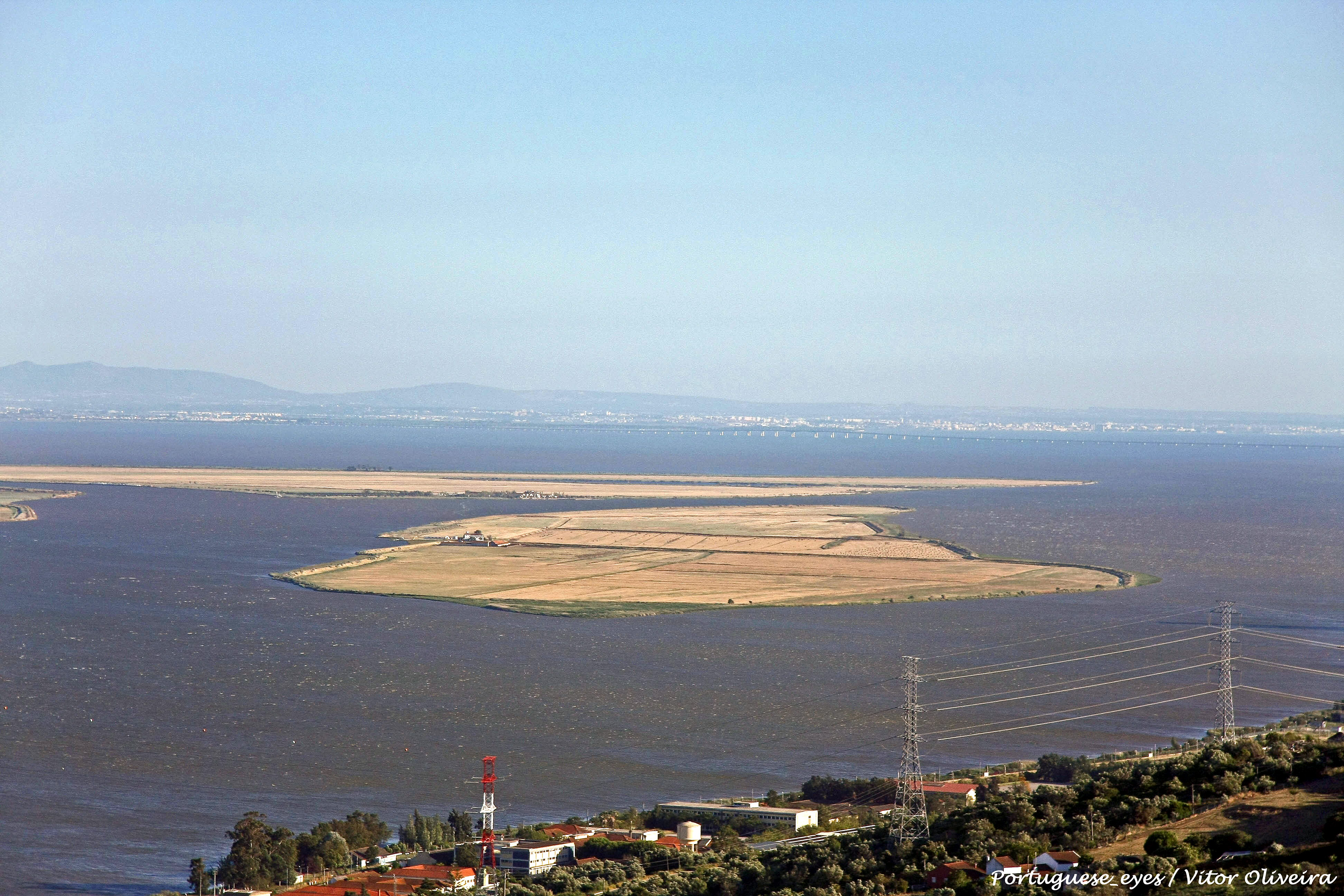
Mouchão de Alhandra, no Estuário do Tejo

Em Portugal existem vários mouchões, principalmente no Estuário do Tejo, onde se podem encontrar o Mouchão da Póvoa, o Mouchão das Garças, o Mouchão de Alhandra etc.
Devido à sua pequena dimensão, são propensos a cheias e o seu tamanho é variável consoante o caudal do rio. Os mouchões são, também, importantes locais de proteção para peixes, moluscos, crustáceos e, sobretudo, para aves, que neles se detêm aquando de sua migração.
Atualmente, com o elevado nível de poluição dos rios, os mouchões têm apresentado um grande nível de degradação e perda de biodiversidade.

## Mouchões em Portugal
Existem vários mouchões em Portugal, sendo os mais notáveis os do Estuário do Tejo (Mar da Palha).

Estes são ocupados por vegetação endógena, pastagens e terrenos húmidos, arenosos, argilosos e mistos. Devido à irrigação e de acordo com a extensão de cada mouchão, foram ao longo da história adequados ao cultivo da terra. Fazem parte da dinâmica associada ao equilíbrio e fragilidade do eco-sistema em que se inserem. Por isso a sua manutenção e proteção é necessária.

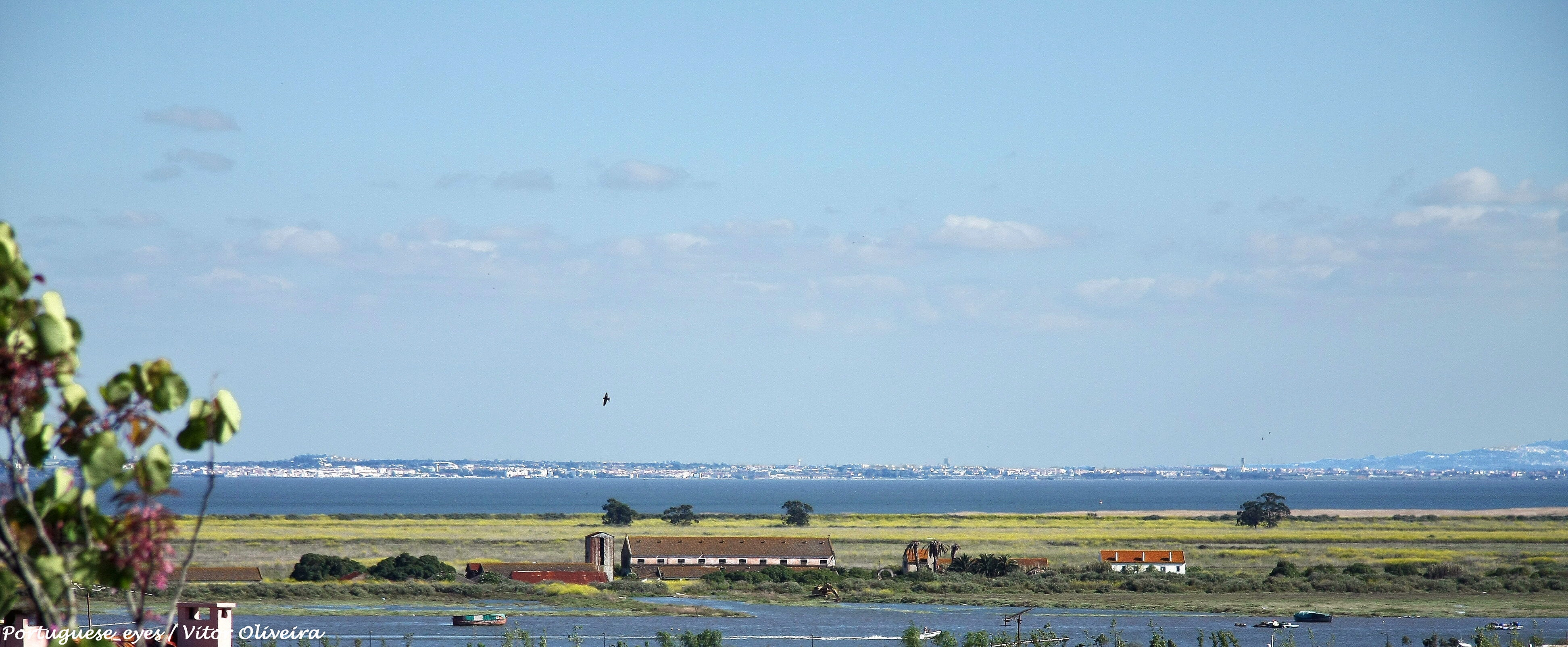
Mouchão da Póvoa de Santa Iria, Portugal

Nos mouchões é possível observar belos exemplares de aves aquáticas, que encontram aqui um local ideal para repousarem e se alimentarem nos seus percursos de migração da Europa para a África Ocidental, designadamente flamingos, garças, patos, alfaiates, maçaricos e pilritos que se alimentam nas lamas (vasas entre marés) e descansam nos principais habitats e povoamentos vegetais.
Várias empresas e câmaras municipais da região,como a da Azambuja, tentam dinamizar e aproveitar o potencial turístico dos mouchões do estuário do Tejo existindo atualmente uma rota dos Mouchões do Tejo.
Em 2016, o Mouchão de Alhandra foi posto à venda por 22,8 milhões de euros.
Atualmente, com o elevado nível de poluição dos rios, os mouchões tem apresentado um grande nível de degradação e perda de biodiversidade.
O mouchão da Póvoa, ilhota no Tejo junto da Póvoa de Santa Iria, continua a afundar-se lentamente e a sua recuperação começa a afigurar-se complicada.
Em 2016, foi lançado o alerta para se repararem os rombos que têm causado a inundação de grande parte da área do mouchão, mas a intervenção ainda não se concretizou criando um grave problema ecológico..
A Agência Portuguesa do Ambiente está a voltar a fazer essa avaliação ao rombo para se poder lançar um novo concurso. O governo tinha prometido intervir com verbas do Fundo Ambiental com o objectivo de reparar e reforçar o dique danificado, repôr terras arrastadas pelo rio e criar condições para relançar a agricultura naquela ilhota de 1200 hectares.

## Etimologia
Mouchão é uma alteração do galego-português Morraceira, sendo mouchão usado na Região Centro, no Alentejo e no Algarve.
Apesar da sua origem ser obscura, acredita-se ser um topónimo celta pré-latino.
Na foz do rio Minho, existem vários mouchões com o nome de morraceiras.